# Grandi Stazioni (Česko)
Grandi Stazioni Česká republika, (GSČR) je česká společnost s ručením omezeným (s.r.o.), dceřiná společnost italské akciové společnosti Grandi Stazioni S.p.A.
Česká pobočka GS byla založena za účelem vypracování pilotního projektu revitalizace tří železničních stanic (Praha hlavní nádraží, nádraží Karlovy Vary a Mariánské Lázně), jejich realizace a následná správa po dobu 30 let. Jedná se o první pilotní projekt společnosti GS mimo Itálii.
V roce 2003 byla uzavřena smlouva mezi a.s. České dráhy a GS na obnovu nádražních budov. Počítáno je s investicí přes jednu miliardu korun.